# Uszeramon

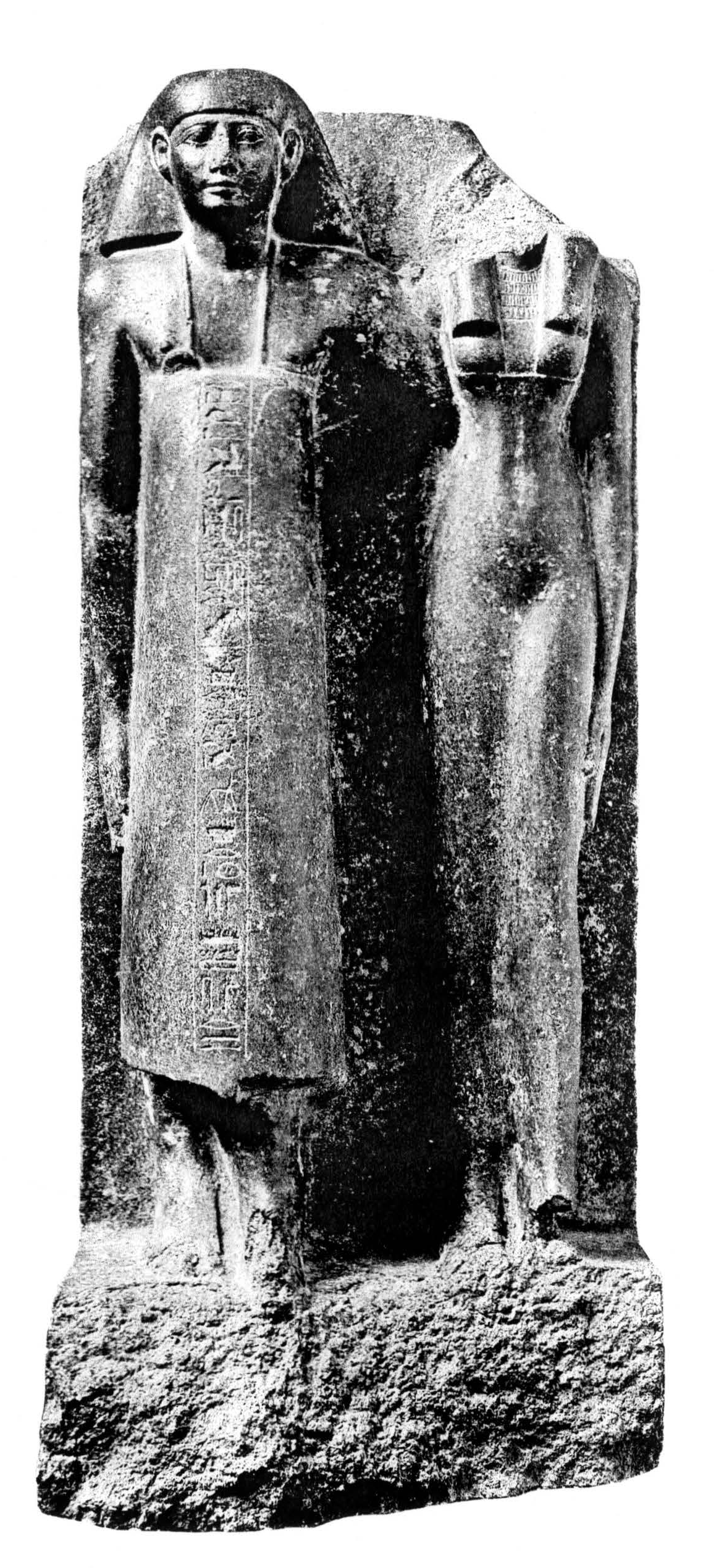
Uszeramon és Tuju Karnakban

Uszeramon (más néven Uszer) ókori egyiptomi hivatalnok, Felső-Egyiptom vezírje volt a XVIII. dinasztia idején, Hatsepszut és III. Thotmesz uralkodása alatt.

## Családja
Uszeramon befolyásos családból származott: egy korábbi vezír, a II. Thotmesz alatt, illetve Hatsepszut uralma elején szolgáló Amethu, más néven Jahmesz fia volt. Anyja neve Ta-amenthu. Fivére, Noferweben és unokaöccse, Rehmiré később szintén betöltötte a vezíri posztot. Uszeramon felesége Tuju volt, legalább egy lányuk és öt fiuk neve ismert, de sírjukban több gyermeküket ábrázolják. Fiai: Merimaat (Ámon második prófétája), Szamenhet (Ámon kincstárának írnoka), Amenemhat (wab-pap), Meri (wab-pap) és Uszerhat, lányuk Baket (Ámon énekesnője) és további hat lány, akiknek neve nem ismert.

## Pályafutása
I. Thotmesz alatt Uszeramon Ámon temploma kincstárának írnoka volt. III. Thotmesz ötödik uralkodási évében, kb. i. e. 1475 ahet évszak első havának első napján (újévkor) nevezték ki vezírré. A torinói királylista két szövege, valamint Uszeramon második sírja, a TT31 egy felirata említi, hogy Uszeramon körülmetélése már harminc évvel vezírré kinevezése előtt volt, így I. Amenhotep tizedik uralkodási éve körül születhetett. Kinevezésekor még helyettes vezír volt apja, Amethu mellett. Mivel nem ábrázolják kettejüket együtt vezírként, valószínűleg nem sokkal később már teljesen átvette a pozíciót. Szokatlan, hogy magas hivatala ellenére nem említik sem Hatsepszut Deir el-Bahari-i temploma, sem a punti expedíció, sem Hatsepszut szed-ünnepe, sem a fáraónő két karnaki obeliszkje állításakor sem; ez még meglepőbb annak fényében, hogy alacsonyabb rangú hivatalnokokat megemlítenek eme alkalmakkor. Így aztán különös, hogy Uszeramon sírjában „királyi jogokkal rendelkező”-ként írja le magát, ami magasabb rangúvá teszi Szenenmutnál.
Ellentétben Szenenmuttal és Hapuszeneb főpappal, akik Hatsepszut uralkodásának utolsó éveiben már nem töltötték be magas hivatalukat, Uszeramon túlélte Hatsepszutot. Átvette az Ámon-templom háznagya pozíciót, amit korábban Szenenmut töltött be, és Hatsepszut halála után beolvadt a vezíri hivatalba. Uszeramont utoljára III. Thotmesz 28. uralkodási évében említik egy sztélén, valószínűleg nemsokára ezután hunyt el, és unokaöccse, Rehmiré követte vezírként.

## Sírjai
Uszeramon számára két sír készült. Az első a TT61, amelyben említik szüleit, feleségét és gyermekeit. Övé a TT131 sír is, ebben Uszerként említik. Ebben a sírban ábrázolják az idős Amethu vezírt Uszerrel, valamint egy kincstárnokkal és más udvaroncokkal III. Thotmesz előtt, írnokként. A szöveg említi, hogy Uszert kinevezték a vezír társává. A TT61 sírkamrájába vallási szövegeket festettek; itt maradtak fenn Uszeramon Halottak Könyve-példányának darabjai is. Egy közeli munkatársa, Amenemhat („a vezírnek, az Ámon-templom magtárának írnokának kapuőre”) említi Uszeramon „nagy és pompás sírját festett falakkal és szarkofággal”, amely magasan a hegyek közt fekszik. Wolfgang Helck úgy véli, ez a leírás a TT61 sírra illik, mivel Uszeramon egyik címe, az Ámon-templom háznagya csak az alacsonyabban fekvő TT31 sírban fordul elő, így ez lehetett a későbbi. Temetkezési kellékek, mint például a Halottak könyve egy példánya, csak a TT61-ből kerültek elő. Nem tudni, melyik sírba temették Uszeramont.
Az Uszeramon és Tuju sírjából származó vörös gránit álajtót felfedezték Karnakban, ahová valószínűleg másodlagos felhasználás során került. Uszeramont ezen a város polgármestereként, vezírként és nemesemberként említik.

## Fordítás
- Ez a szócikk részben vagy egészben  az   Useramen című angol Wikipédia-szócikk ezen változatának fordításán alapul.  Az eredeti cikk szerkesztőit annak laptörténete sorolja fel. Ez a jelzés csupán a megfogalmazás eredetét és a szerzői jogokat jelzi, nem szolgál a cikkben szereplő információk forrásmegjelöléseként.
- Ez a szócikk részben vagy egészben  az   Amunuser című német Wikipédia-szócikk ezen változatának fordításán alapul.  Az eredeti cikk szerkesztőit annak laptörténete sorolja fel. Ez a jelzés csupán a megfogalmazás eredetét és a szerzői jogokat jelzi, nem szolgál a cikkben szereplő információk forrásmegjelöléseként.